# アッシュル・ナディン・アヘ1世
アッシュル・ナディン・アヘ1世（Ashur Nadin Ahhe I、在位:紀元前15世紀頃）は、中アッシリア王国時代のアッシリアの王である。名前の意味は「アッシュル神が兄弟を与えて下さった」である。
アッシュル・ラビ1世の息子として生まれた。父王の跡を継いでアッシリア王となったが、彼の時代に関する情報は殆ど無い。彼の時代にアッシリアはミタンニに服属するようになった（もっと前から服属していたという説もある）。
兄弟であるエンリル・ナツィル2世のクーデターによって殺害され王位を奪われた。